# النهج الطبيعي
المنهج الطبيعي هو طريقة لتدريس اللغة طورها ستيفن كراشين وتريسي تيريل في أواخر السبعينيات وأوائل الثمانينيات. يهدف إلى تعزيز اكتساب اللغة الطبيعية في الفصل الدراسي، ولتحقيق هذه الغاية، فإنه يركز على التواصل، ويضع أهمية منخفضة على دراسة قواعد اللغة الواعية والتصحيح الواضح لأخطاء الطلاب. تبذل الجهود أيضًا لجعل بيئة التعلم خالية من الإجهاد قدر الإمكان. في النهج الطبيعي، لا يتم فرض إخراج اللغة، ولكن يُسمح بالظهور تلقائيًا بعد أن يحضر الطلاب كميات كبيرة من مدخلات اللغة المفهومة.
أصبح المنهج الطبيعي مرتبطًا ارتباطًا وثيقًا بنموذج مراقبة كراشين، وغالبًا ما يُنظر إليه كتطبيق للنظرية على تدريس اللغة. على الرغم من هذا التصور، هناك بعض الاختلافات، لا سيما وجهة نظر تيريل بأن درجة ما من دراسة قواعد اللغة الواعية يمكن أن تكون مفيدة. يركز المنهج على الأنشطة التي يرى تيريل أنها تعزز اكتساب لغة اللاوعي. يقسم هذه الأنشطة إلى أربعة مجالات رئيسية: أنشطة المحتوى، مثل تعلم موضوع جديد باللغة المستهدفة؛ الأنشطة التي تركز على تخصيص اللغة، مثل مشاركة الطلاب لموسيقاهم المفضلة؛ ألعاب؛ وأنشطة حل المشكلات.

## خلفية
تم إنشاء المنهج الطبيعي في الأصل في عام 1977 من قبل تيريل، مدرس اللغة الإسبانية في كاليفورنيا، الذي يرغب في تطوير أسلوب التدريس على أساس نتائج الدراسات الطبيعية لاكتساب اللغة الثانية.   بعد الصياغة الأصلية، عمل تيريل مع كراسين لمواصلة تطوير الجوانب النظرية للطريقة. نشر تيريل وكراشن نتائج تعاونهما في كتاب عام 1983 «النهج الطبيعي». 
كان المنهج الطبيعي مختلفًا بشكل لافت للنظر عن النهج السائد في الولايات المتحدة في سبعينيات القرن الماضي وأوائل الثمانينيات، الطريقة الصوتية اللغوية. في حين أن الطريقة السمعية اللغوية تُقدّر الحفر وتصحيح الأخطاء، اختفت هذه الأشياء بالكامل تقريبًا من النهج الطبيعي.  وصف تيريل وكراشن النهج الطبيعي باعتباره طريقة «تقليدية»  وناقشوه مع النهج القائم على القواعد، والتي وصفوها بأنها اختراعات جديدة «ضللت» المعلمين. 
يشترك المنهج الطبيعي في العديد من الميزات مع الطريقة المباشرة (المعروفة أيضًا باسم «الطريقة الطبيعية»)، والتي صيغت في حوالي عام 1900 وكانت أيضًا رد فعل على الترجمة بالقواعد.  يعتمد كل من النهج الطبيعي والأسلوب المباشر على فكرة تمكين اكتساب اللغة الطبيعية في فصل اللغة؛ إنهم يختلفون من حيث أن النهج الطبيعي يركز بدرجة أقل على الممارسة وأكثر على التعرض لمدخلات اللغة وعلى الحد من قلق المتعلمين. 

## خطوط موجزة
الهدف من المنهج الطبيعي هو تطوير مهارات التواصل،  ويهدف في المقام الأول لاستخدامه مع المتعلمين المبتدئين.  يتم تقديمه كمجموعة من المبادئ التي يمكن تطبيقها على مجموعة واسعة من المتعلمين ومواقف التدريس، والأهداف الملموسة تعتمد على السياق المحدد الذي يتم استخدامه فيه.  ييحدد تيريل ثلاثة مبادئ أساسية للنهج:
- «يركز التعليم على التواصل بدلاً من شكله.» [6]
- "يأتي إنتاج الكلام ببطء ولا يتم فرضه أبدًا ".
- «الكلام المبكر يمر بمراحل طبيعية (نعم أو لا يوجد رد، إجابات من كلمة واحدة، قوائم كلمات، عبارات قصيرة، جمل كاملة.)»

هذه المبادئ تؤدي إلى فصول دراسية حيث يشدد المعلم على مدخلات مثيرة للاهتمام ومفهومة ومواقف منخفضة القلق. تركز الدروس في النهج الطبيعي على فهم الرسائل في اللغة الأجنبية، وتضع أهمية ضئيلة أو معدومة على تصحيح الأخطاء أو الحفر أو على التعلم الواعي لقواعد القواعد.    كما أنها تؤكد على تعلم قاعدة واسعة من المفردات حول تعلم بنى قواعدية جديدة.  بالإضافة إلى ذلك، يهدف المعلمون الذين يستخدمون المنهج الطبيعي إلى خلق مواقف في الفصل الدراسي تحفز الطلاب في جوهرها. 
يرى تيريل أن المتعلمين يمرون بثلاث مراحل في اكتسابهم للكلمة: الفهم، والكلام المبكر، وظهور الكلام.  في مرحلة الفهم، يركز تيريل على معرفة مفردات الطلاب. هدفه هو جعل المفردات تلتصق في ذاكرة الطلاب على المدى الطويل، وهي عملية يسميها ملزمة.  يرى تيريل أن بعض التقنيات أكثر ارتباطًا من غيرها؛ على سبيل المثال، يعتبر استخدام الإيماءات أو الإجراءات، كما هو الحال في الاستجابة المادية الكلية، أكثر إلزامًا من استخدام الترجمة. 
وفقًا لتيريل، لن يظهر خطاب الطلاب إلا بعد ربط لغة كافية من خلال مدخلات التواصل.  عند حدوث ذلك، يدخل المتعلمون مرحلة الكلام المبكرة. في هذه المرحلة، يجيب الطلاب على أسئلة بسيطة، ويستخدمون كلمات مفردة ويضعون عبارات، ويملئون مخططات بسيطة باللغة الأجنبية.  في مرحلة ظهور الكلام، يشارك الطلاب في الأنشطة التي تتطلب لغة أكثر تقدماً، مثل لعب الأدوار وأنشطة حل المشكلات. 

## النظرية
على الرغم من أن تيريل ابتكر في الأساس المنهج الطبيعي دون الاعتماد على نموذج نظري معين، فإن تعاونه اللاحق مع كراسين كان يعني أن الطريقة غالبًا ما تُرى على أنها تطبيق لتدريس اللغة لنموذج مراقبة كراسين.  حدد كراشن خمس فرضيات في نموذجه:
1. فرضية اكتساب التعلم. هذا ينص على وجود فصل صارم بين التعلم الواعي للغة واكتساب اللاوعي للغة، وأن اكتسابها فقط يمكن أن يؤدي إلى استخدام اللغة بطلاقة. [4]
2. فرضية الشاشة. ينص هذا على أن المعرفة اللغوية التي يتم تعلمها عن وعي لا يمكن استخدامها إلا لمراقبة المخرجات، وليس لتوليد لغة جديدة. تتطلب مخرجات المراقبة أن يركز المتعلمون على القاعدة وأن يكون لديهم وقت لتطبيقها. [4]
3. فرضية الإدخال. ينص هذا على أن اللغة يتم اكتسابها عن طريق التعرض لمدخلات مفهومة بمستوى أعلى بقليل مما يمكن للمتعلم فهمه بالفعل. يسمي كراشين هذا النوع من المدخلات "i + 1". [4]
4. فرضية النظام الطبيعي. ينص هذا على أن المتعلمين يكتسبون الخصائص النحوية للغة بترتيب ثابت، وأن هذا لا يتأثر بالتعليم. [4]
5. فرضية مرشح العاطفي. هذا ينص على أنه يجب على المتعلمين أن يكونوا مرتاحين ومفتوحين للتعلم من أجل اكتساب اللغة. قد لا يتعلم المتعلمون الذين يشعرون بالتوتر أو الضيق من الميزات الموجودة في المدخلات التي يمكن للمتعلمين الأكثر استرخاء التقاطها بجهد ضئيل. [4]

على الرغم من أساسها في نظرية كراشن، فإن المنهج الطبيعي لا يلتزم بالنظرية بصرامة. على وجه الخصوص، يرى تيريل دورًا أكبر للتعلم الواعي للقواعد من كراشن. تدعي فرضية مراقبة كراشن أن التعلم الواعي ليس له أي تأثير على قدرة المتعلمين على توليد لغة جديدة، في حين يعتقد تيريل أن بعض التعلم الواعي لقواعد القواعد يمكن أن يكون مفيدًا. 

## المنهج
يحدد تيريل أربع فئات من أنشطة الفصل التي يمكن أن تسهل اكتساب اللغة (على عكس تعلم اللغة):
- المحتوى (الثقافة، والموضوع، والمعلومات الجديدة، والقراءة، على سبيل المثال، المعلم يروي حكاية مثيرة للاهتمام تنطوي على تباين بين الهدف والثقافة الأصلية.)" [5]
- العاطفية الإنسانية (أفكار الطلاب الخاصة وآرائهم وخبراتهم، على سبيل المثال، يُطلب من الطلاب تبادل التفضيلات الشخصية فيما يتعلق بالموسيقى وأماكن العيش والملابس وملابس تصفيف الشعر وغيرها)" [5]
- الألعاب [تركز على استخدام اللغة للمشاركة في اللعبة، على سبيل المثال، 20 سؤالًا: أنا، المعلم، أفكر في كائن في هذه الغرفة. أنتم، الطلاب، لديكم 20 سؤالًا لتخمين الكائن. أسئلة نموذجية: هل هي ملابس؟ (نعم) هل هي لرجل أم امرأة؟ هل هي بنية؟ (نعم) هل هي تنورة إلين؟ (نعم)" [5]
- حل المشكلات (التركيز على استخدام اللغة لتحديد موقع المعلومات، واستخدام المعلومات، وما إلى ذلك، مثل النظر إلى قائمة الأفلام هذه في الصحيفة، والنظر في مختلف الأذواق واحتياجات الجدول الزمني في المجموعة، والتي سوف تكون مناسبة في الفيلم لنا جميعا للحضور، ومتى؟ [5]

## قائمة المراجع
- Dhority، Lynn (1991). The ACT Approach: The Use of Suggestion for Integrative Learning. Philadelphia, PA: Gordon and Breach Science Publishers. ISBN:978-2881245565.
- Hall، Graham (2011). Exploring English Language Teaching: Language in Action. London, New York: Routledge. ISBN:978-0-415-58415-9.
- Markee، Numa (1997). Managing Curricular Innovation. Cambridge, New York: Cambridge University Press. ISBN:978-0-521-555241.
- Ohmaye، Ehio (1998). "Simulation-Based Language Learning: An Architecture and a Multi-Media Authoring Tool". في Schrank، Roger (المحرر). Inside Multi-Media Case Based Instruction. Mahwah, New Jersey: Routledge. ص. 1–102. ISBN:978-0-8058-2538-1.
- Richards، Jack؛ Rodgers، Theodore (2001). Approaches and Methods in Language Teaching (ط. 2nd). Cambridge, New York: Cambridge University Press. ISBN:978-0521008433.
- Richards، Jack C.؛ Schmidt، Richard، المحررون (2010). Longman Dictionary of Language Teaching and Applied Linguistics. New York: Longman. ISBN:978-1-4082-0460-3.